# Deparia jinfoshanensis
Deparia jinfoshanensis är en majbräkenväxtart som först beskrevs av Z.Y.Liu, och fick sitt nu gällande namn av Z.R.He. Deparia jinfoshanensis ingår i släktet Deparia och familjen Athyriaceae. Inga underarter finns listade.